# فسخ قرارداد
قرارداد ممکن است بدون دخالت اراده و به صورت قهری منحل و منفسخ شود. سبب انحلال گاه حکم قانون و گاه تراضی دو طرف قرارداد است.
1. انفساخ عقد لازم به حکم قانون: تلف موضوع تملیک در عقود معاوضی.[۲]
2. اسباب انفساخ عقد جایز: مرگ و حجر یکی از دو طرف[۳]
3. انفساخ عقد به سبب تراضی دو طرف قرارداد (تعلیق در انحلال عقد):

## شرط فاسخ
شرط انفساخ احتمالی عقد در آینده را شرط فاسخ گویند.